# Szamárköhögés (film)
A Szamárköhögés 1987-ben bemutatott magyar filmszatíra Gárdos Péter rendezésében. A főbb szerepekben Garas Dezső, Törőcsik Mari, Kárász Eszter és Tóth Marcell látható.
A filmet 1986-ban forgatták, de témája miatt csak a következő évben, cenzúrázva kerülhetett a közönség elé.

## Történet
1956 októberében, a forradalom ideje alatt játszódik a cselekmény. Egy testvérpár, Tomi és Annamari örül, hogy nem kell iskolába menniük. Apa hazajön a munkahelyéről, és elújságolja, hogy felpofozta az egyik munkatársát. A nagymama kenyeret szerez be útközben, a kenyérben két golyó ütötte lyuk van. Budapest felfordult, lőnek, a család meg van zavarodva. Virágnyelven közlik a telefonban az amerikai rokonokkal, hogy mi folyik Pesten. Anya el akarja hagyni a családot és az országot egy fickóval. Megbuggyant, mint az ország, egy pillanatra. Annamarinak mintha szamárköhögése lenne. Tomi kamaszodik. A harcok elcsitulásával egy novemberi napon újrakezdődik a tanítás. Van, akinek már többé sosem. Apa hazudós lett.

## Szereplők
- Garas Dezső – Feri, az apa
- Törőcsik Mari – Nagyi
- Hernádi Judit – Franciska, az anya
- Tóth Marcell – Tomi
- Kárász Eszter – Annamari
- Eperjes Károly – Ákos
- Fehér Anna – Szidi, a háztartási alkalmazott
- Rudolf Péter – Szidi barátja
- Végvári Tamás – Feri öccse
- Reviczky Gábor – Tausz
- Ujlaki Dénes – tanár
- Dégi István – iskolaportás
- Gera Zoltán – szomszéd
- Szersén Gyula
- Kránitz Lajos

További szereplők: Ajtai Andor György, Bartal Zsuzsa, Bors Károly, Fülöp Gergely, Fülöp István, Fürj György, Gárdos Katalin, Koós Balázs, Mezey Lajos, Somhegyi György, Szűcs Ildikó, Sághy Kálmán, Sándor Erzsi.

## Díjak
- Budenz, 1988 – Arany Egyszarvú (fődíj)
- Frankfurt am Main (gyerekfilmfesztivál), 1987 – a legjobb film díja
- Chicago, 1987 – Arany Hugó díj
- Magyar Játékfilmszemle, 1987 – a legjobb férfi alakítás díja Garas Dezsőnek
- Montreál, 1987 – FIPRESCI-díj
- Troia, 1988: a legjobb rendezés díja
- Vevey, 1988 – Arany Pierrot díj a legjobb filmnek
- Vevey, 1988 – Arany Sétapálca díj Garas Dezsőnek, Törőcsik Marinak, Hernádi Juditnak, Kárász Eszternek és Tóth Marcellnek